# Disgerminoma
Il disgerminoma è un tumore maligno derivante da cellule germinali senza differenziazione né maturazione che colpisce l'ovaio. L'Organizzazione Mondiale della Sanità lo definisce come l'equivalente della neoplasia maligna del testicolo.

## Epidemiologia e storia
Tra i gonadoblastomi, il disgerminoma è il più comune, descritto per la prima volta da Scully et al. come un tumore raro con prevalenza sconosciuta. Si verifica più frequentemente negli adolescenti e nei giovani adulti, rappresentando l'1 - 2% di tutte le neoplasie ovariche.
Viene scoperto più frequentemente in stadio I, secondo la stadiazione FIGO, in una proporzione del 75%. Si manifesta in età fertile e può essere riscontrato su 2,8-11 donne in gravidanza su 100.000.

## Eziologia
È un tumore raro, che più frequentemente origina da una gonade disgenetica, con la presenza di un cromosoma Y. Il meccanismo eziopatogenetico non è ancora completamente noto.
Può essere mappato al cromosoma Y, che potrebbe essere rilevato, e al braccio corto del cromosoma 12. Inoltre, per una diagnosi completa e corretta, specialmente in caso di ermafroditismo, è richiesta la determinazione del cariotipo, possibilmente con un tampone buccale per la mutazione del gene SRY.
Inoltre, nei gonadoblastomi, sarebbe utile ricercare il sequenziamento del DNA e lo stato del braccio corto del cromosoma 12 dalle cellule tumorali, tramite citofotometria e ibridazione fluorescente in situ (FISH), specialmente poiché ciò è associato a prognosi riservata e a terapie aggiuntive.

## Complicanze
I disgerminomi possono complicarsi con rottura, torsione, emorragia o incarcerazione. Possono causare metastasi locali (tessuti vicini) tramite via linfatica, oppure metastasi ematogene a distanza in ossa, polmoni, omento, reni, seno e pelle (raramente ma in modo aggressivo) o collo.

## Anatomia patologica
All'esame istopatologico macroscopico risultano tumori grigio-biancastri, che sono incapsulati e raramente bilaterali e talvolta presentano aree di necrosi ed emorragia. L'aspetto microscopico è caratterizzato da nidi e noduli di cellule tumorali uniformi, separati da un tessuto connettivo fine contenente cellule infiammatorie. Le cellule tumorali hanno forma poligonale, con bordi cellulari chiaramente visibili, un citoplasma eosinofilo o chiaro situato centralmente, un nucleo rotondo e nucleoli prominenti.
Può essere mescolato con derivati dei cordoni, come le cellule di Sertoli o granulose. Possono anche essere presenti calcificazioni. Le cellule stromali ovariche compaiono solo in modo focale.

## Clinica

### Segni e sintomi
Questi tumori sono di solito unilaterali, ma possono svilupparsi anche bilateralmente, di solito senza essere accompagnati da ascite Di solito viene scoperto durante il taglio cesareo effettuato a causa di un travaglio disfunzionale causato da questo tumore.
I sintomi includono: dolore pelvico, massa tumorale con distensione addominale, amenorrea, a volte sanguinamento e compressione degli organi vicini, ma può anche essere asintomatica. Tuttavia, il sintomo principale è rappresentato dal dolore pelvico e addominale, che può essere acuto in caso di rottura, torsione o emorragia.

### Esami di laboratorio e strumentali
Si possono utilizzare l'ecografia addominale e, più frequentemente, ecografia transvaginale associate alla velocimetria Doppler. Le caratteristiche includono una massa tumorale solida, multilobulata, eterogenea, separata dall'utero, con setti fibrosi e un aspetto irregolare. Si possono trovare aree anecogene di necrosi o emorragia intratumorale.
Durante un esame Doppler, si può rilevare un flusso a bassa resistenza. Un aspetto simile può essere osservato in una risonanza magnetica (RM). La tomografia computerizzata (TC) viene utilizzata meno spesso, poiché ecografie e RM sono più specifiche per la diagnosi.
La diagnosi di conferma per le metastasi da germinoma viene effettuata tramite esame istopatologico utilizzando l'immunoistochimica.

### Diagnosi differenziale
La storia familiare è solitamente insignificante per questa patologia; inoltre, la storia familiare di cancro correla inversamente con lo sviluppo dei tumori a cellule germinali. Anche la storia personale è irrilevante. La diagnosi clinica, insieme ai sintomi descritti, potrebbe includere l'aspetto generale di ermafroditismo in alcuni casi specifici e ambiguità sessuale, massa tumorale palpabile addominale, distensione addominale o tumori nella regione inguinale.
Per una diagnosi differenziale con altri tumori ovarici, può essere utilizzato l'antigene tumorale 125 (CA-125). La diagnosi differenziale si effettua con gravidanze precoci o ectopiche, a causa della presenza di BHCG, fibromi uterini, altre forme di addome acuto, linfomi o leucemie in caso di metastasi atipiche della pelle o del seno ed endometriosi.

## Trattamento

### Trattamento chirurgico
Il trattamento preferito è la rimozione chirurgica del tumore e la preservazione della fertilità, ma, nel caso dell'ermafroditismo, può svilupparsi un tumore misto a cellule germinali, che porta a un'evoluzione più aggressiva, con un rischio di malignità bilaterale delle gonadi, motivo per cui è necessaria la rimozione di entrambe le ovaie.
Se diagnosticato durante la gravidanza, sarebbe più opportuno rimuoverlo chirurgicamente nel secondo trimestre di gravidanza, a 16–18 settimane, seguito da chemioterapia adiuvante, durante la gravidanza o dopo il parto, a seconda dei risultati intraoperatori.

### Trattamento farmacologico
In caso di metastasi, rispondono alla chemoterapia con bleomicina, etoposide e cisplatino. Gli effetti collaterali principali della chemioterapia sono la trombocitopenia e la febbre. Nel caso di tumori che non rispondono alla chemioterapia, in una proporzione del 10–15%, viene applicata l'immunoterapia come trattamento aggiuntivo per inibire la reazione tra il recettore della morte programmata e il suo ligando.

### Prognosi
La recidiva raggiunge il 20% in 2 anni, dopo essere stata trattata con successo tramite metodi adiuvanti, chemioterapia a base di platino con buona efficacia e tollerabilità e, raramente, radioterapia. La prognosi è eccellente dopo il trattamento chirurgico, spesso con la preservazione della fertilità. Il tasso di sopravvivenza è compreso tra il 97% e il 100%, con la preservazione della fertilità. Anche se diagnosticato in stadi avanzati, il tasso di sopravvivenza è superiore all'80%.
Una prognosi sfavorevole è influenzata dallo stadio, istologia, grading, associazione con altri tumori germinali come il sacco vitellino, età superiore ai 45 anni al momento della diagnosi, presenza di alcune anomalie genetiche, valori dei biomarcatori tumorali, tumori residui dopo la citoriduzione e trattamenti somministrati al di fuori dei centri di riferimento.

### Postumi e follow up
Il follow-up include anche una PET (tomografia a emissione di positroni). Un team multidisciplinare composto da un oncologo ginecologico, un oncologo pediatrico e un chirurgo pediatrico, sotto la guida del Malignant Germ Cell International Consortium (MaGIC), fondato nel 2009, studia questo tipo di tumore, mentre importanti organizzazioni come la European Society of Gynecology Oncology (ESGO) e la European Society for Pediatric Oncology (SIOPE) definiscono gli standard per la diagnosi, il trattamento e il follow-up.
Un follow-up è necessario ogni 3 mesi nei primi 3 anni e ogni 6 mesi nei successivi 2 anni, seguito da una valutazione annuale fino a 10 anni. Tuttavia, nella letteratura sono stati menzionati casi di recidiva dopo 39 anni. Inoltre, l'utilità di una valutazione annuale è preservata anche successivamente, sotto forma di un follow-up a lungo termine, che dovrebbe includere un esame clinico, un'ecografia addominale e pelvica, una valutazione dei biomarcatori e una radiografia toracica per rilevare metastasi polmonari. Inoltre, la gravidanza è incoraggiata.
Biomarcatori preziosi per la diagnosi, la diagnosi differenziale e il follow-up dell'evoluzione post-terapeutica includono la BHCG (beta-gonadotropina corionica umana), la lattato deidrogenasi e l'alfa-fetoproteina, che possono essere negativi.